# Janji Martahan
Janji Martahan is een bestuurslaag in het regentschap Samosir van de provincie Noord-Sumatra, Indonesië. Janji Martahan telt 378 inwoners (volkstelling 2010).